# Géronce
Géronce ist eine französische Gemeinde mit 490 Einwohnern (Stand 1. Januar 2022) im Département Pyrénées-Atlantiques in der Region Nouvelle-Aquitaine (vor 2016: Aquitanien). Sie gehört zum Arrondissement Oloron-Sainte-Marie und zum Kanton Oloron-Sainte-Marie-1 (bis 2015: Kanton Oloron-Sainte-Marie-Ouest).
Der Name in der gascognischen Sprache lautet Geronce. Die Bewohner werden Géronçais oder Géronçaises genannt.

## Geographie
Géronce liegt ca. 10 km nordwestlich von Oloron-Sainte-Marie im Tal von Josbaig in der historischen Provinz Béarn.
Umgeben wird der Ort von den Nachbargemeinden:
| Saint-Goin | Aren                                        | Poey-d’Oloron |
|            | Kompassrose, die auf Nachbargemeinden zeigt | Orin          |
| Barcus     | Esquiule                                    | Moumour       |

Géronce liegt im Einzugsgebiet des Flusses Adour.
Der Gave d’Oloron durchströmt das Gemeindegebiet mit seinem Zufluss, dem Joos, und seinem Nebenfluss Josset.

## Geschichte
In der Volkszählung des Béarn im Jahre 1385 wurden in Géronce 42 Haushalte gezählt, darunter der eines Schmieds und eines Edelmanns. In Dous, heute ein Ortsteil von Géronce, wurden sechs Haushalte gezählt. Beide Dörfer gehörten zur Bailliage von Oloron.
Toponyme und Erwähnungen von Géronce waren:
- Jeroncen (11. Jahrhundert, Kopialbuch der Abtei Saint-Vincent von Lucq),
- Gironce (1343, Manuskript von 1343),
- Sant Laurens de Geronse (1396, Notare von Lucq),
- Guironce (1402, Volkszählung des Béarn),
- Gironsse (1443, Notare von Oloron),
- Geronce (1750, Karte von Cassini),
- Geronce (1793, Notice Communale) und
- Geronce und Géronce (1801, Bulletin des lois).[4][5][6]

Im Mittelalter war Dous eine Nebenstelle der Pfarrgemeinde von Geüs-d’Oloron. 1309 wurde die Vereinbarung von 1298 über die Grenzen zwischen der Soule und dem Tal von Josbaig in Dous bekräftigt. In der Karte von Kassini 1750 ist Dous als eigener Ort verzeichnet.
Toponyme und Erwähnungen von Dous waren:
- Aoos (1385, Volkszählung im Béarn),
- Oos (1466, Urkunden von Moumour),
- Geusbag-Doos (1572, Manuskriptsammlung des 16. bis 18. Jahrhunderts),
- Dosium und Sent-Pee de Doos (1612, Veröffentlichungen des Bistums Oloron) und
- Doux (1675, Manuskriptsammlung des 16. bis 18. Jahrhunderts).[4]

Im 19. Jahrhundert beteiligte sich Géronce an der allgemeinen Industrialisierung mit der Errichtung einer Spinnerei, in der rund 30 Arbeiter beschäftigt waren.

### Einwohnerentwicklung
Nach Höchstständen der Einwohnerzahl von über 850 in der Mitte des 19. Jahrhunderts hat sich die Zahl bei kurzen Wachstumsphasen bis zu den 1970er Jahren um rund 60 % auf 325 Einwohner reduziert. Seitdem wächst die Bevölkerung in stetigem Maße.
| Jahr      | 1962 | 1968 | 1975 | 1982 | 1990 | 1999 | 2006 | 2009 | 2022 |
| --------- | ---- | ---- | ---- | ---- | ---- | ---- | ---- | ---- | ---- |
| Einwohner | 424  | 367  | 325  | 347  | 369  | 376  | 408  | 427  | 490  |

## Kultur und Sehenswürdigkeiten
Der Karneval von Géronce ist als nationales immaterielles Kulturgut registriert und geht auf das Mittelalter zurück. Eine Prozession von Maskierten folgte einem Wagen namens San Pançar. In den 1950er Jahren wurde die Idee wieder aufgegriffen, indem jedes Viertel von Géronce blumengeschmückte Wagen anfing zu gestalten. In den 1970er Jahren wurde das Fest auf die anderen Gemeinden des Josbaig ausgedehnt, indem die Festwagen seitdem an zwei Wochenenden in jedem Februar durch das ganze Tal ziehen. Der Name „Karneval von Géronce“ indes ist geblieben. Im Jahr 2000 ist eine Zeichentrickfigur als Erkennungszeichen aus der Taufe gehoben worden: „BATISTOU PAÏDETOUTS“ (französisch Baptiste Père de tous, deutsch Baptiste Vater von allen).

### Bauwerke

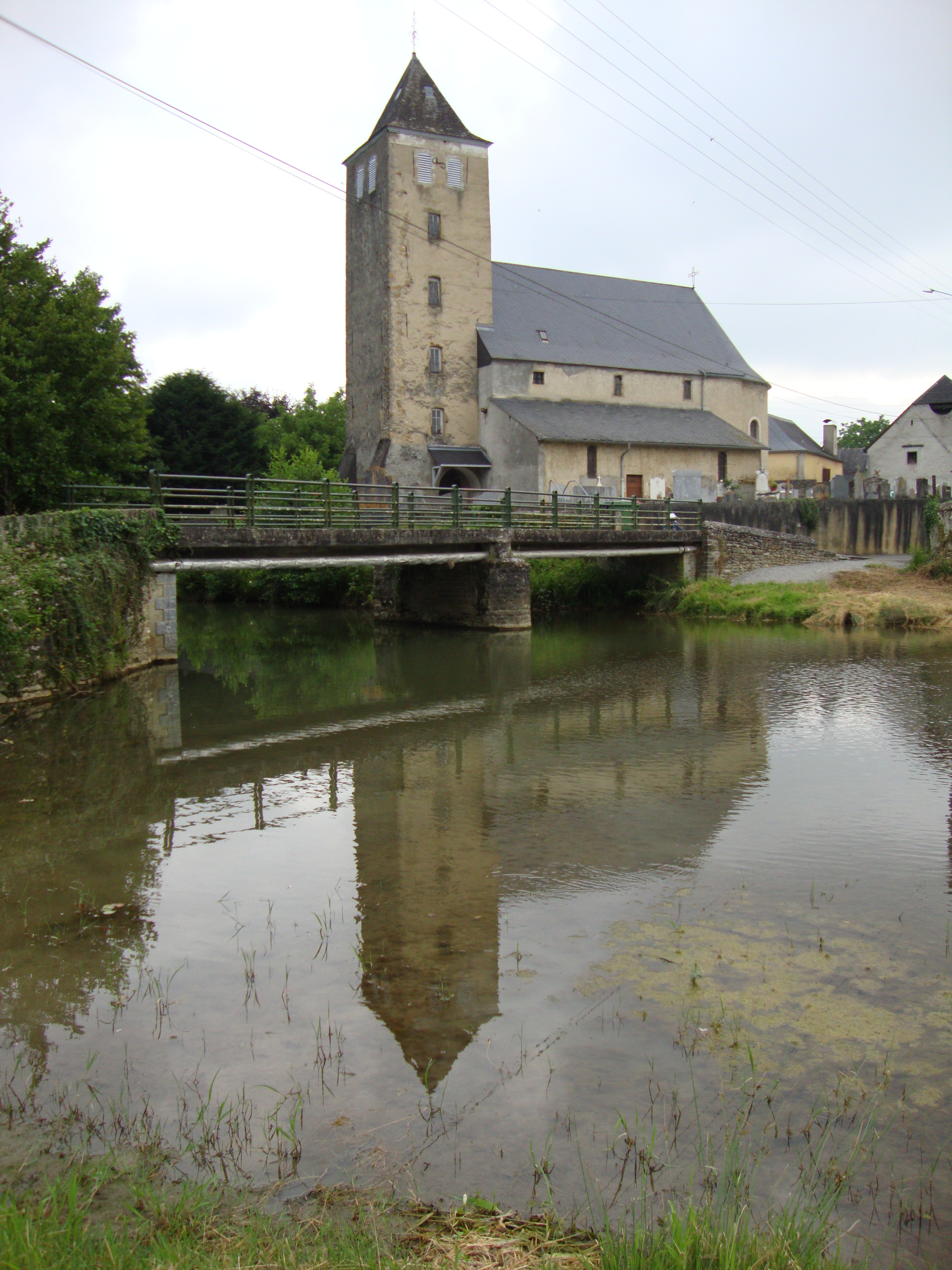
Pfarrkirche Saint-Laurent von Géronce

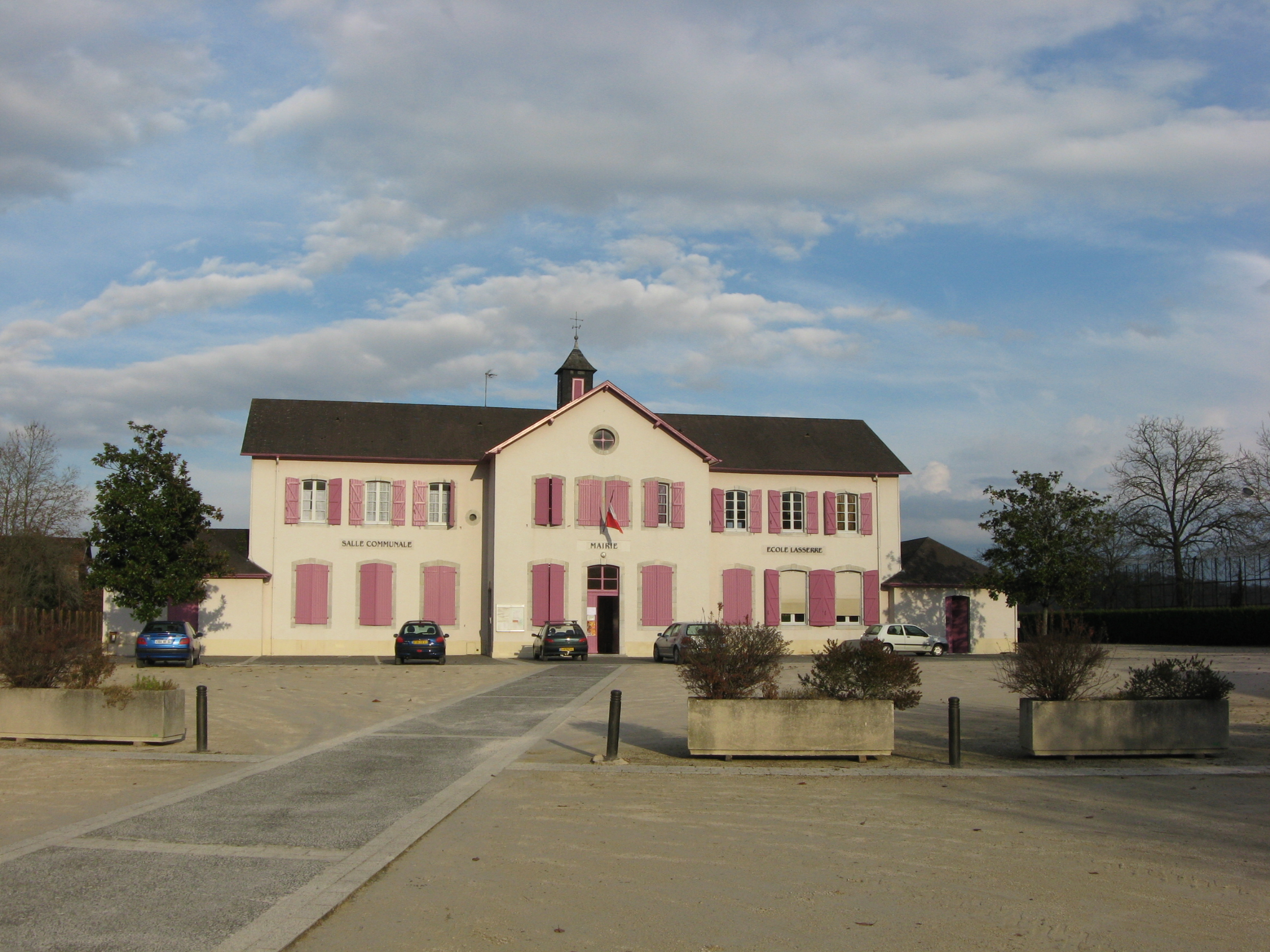
Rathaus, Schule und Gemeindesaal

- Pfarrkirche von Géronce, gewidmet Laurentius von Rom. Sie besitzt einen von Weitem sichtbaren fünfstöckigen Glockenturm. Die Jahreszahl 1721 auf einer Tafel über dem Eingang deutet die Datierung des Neubaus an. Die Existenz einer Vorgängerkirche belegt u. a. das Weihwasserbecken im Kircheninnern.[11] Es gibt gleich drei Altarretabel in dieser Kirche, im Chor und in den beiden Seitenkapellen. Das Retabel im Chor besteht aus zwei korinthischen Säulen, die ein Gemälde einrahmen, das den Schutzpatron der Kirche, den heiligen Laurentius, in einer Szene zeigt, in der er auf einem Rost gefoltert wird und die Märtyrerkrone von einem Engel empfängt. Es ist ein Werk des Malers Bernard I Montaut aus dem Jahr 1821, das vermutlich während einer Restaurierung ausgeführt wurde. Oberhalb des Gemäldes ist eine Taube, Symbol des Heiligen Geistes, zu erkennen. Auf der Tür des Tabernakels wird Jesus Christus im Moment der Verspottung dargestellt. Schlangensäulen zu beiden Seiten der Tür legen vier Nischen fest. Zwei dieser Nischen sind mit Darstellungen der Verkündigung des Herrn belegt, die beiden anderen sind beschädigt. Der Altar zeigt auf seiner Vorderseite eine Darstellung der vier Evangelisten.[12] Das kleine, in graublauen und goldenen Farben gehaltene Altarretabel in der Kapelle zu Ehren von Maria datiert aus dem Ende 18. oder aus dem Beginn des 19. Jahrhunderts. Die Nische in der Mitte, die von zwei Säulen mit Blattwerkornamenten eingerahmt wird, ist mit einer mehrfarbigen Holzstatue aus dem 17. Jahrhundert ausgefüllt, die die Pietà darstellt. Marias Oberkörper ist aufrecht, sie trägt den Körper des gestorbenen Christus auf ihren Knien. Links und rechts der Säulen zeigen sich Statuen des Dominikus von Silos und des Antonius von Padua.[13] Das Retabel in der Kapelle zu Ehren von Josef von Nazaret wird durch zwei Schlangensäulen strukturiert, die mit Weinranken umzogen sind und in korinthischen Kapitellen enden. Das Gemälde in der Mitte, das die eucharistische Anbetung illustriert, ist ein Werk des Malers Bernard I Montaut und stammt aus der früheren Kirche Saint-Pierre in Dous. Voluten mit Akanthusornamenten und einem Adler mit ausgebreiteten Schwingen flankieren die Gesamtkomposition. Auf dem runden Frontgiebel oberhalb des Gemäldes zeigt sich ein segnender Gottvater, unterhalb erscheint der Kopf eines Cherubs.[14]
- Rathaus und Schule. Die Errichtung im Jahre 1884 wurde durch den Nachlass von Pierre Lasserre, einem aus Géronce stammenden Philanthrop, finanziert. Das geräumige Gebäude reiht sich ein in den Bau einer Reihe von Schulgebäuden während der Dritten Französischen Republik.[15]
- Haus Bégarie, am Ende des 16. Jahrhunderts im Ortsteil Dous erbaut. Die Namensgeber des Hauses sind die Grundherrn de Bégarie, erste Amtmänner des Josbaig-Tals vom 14. bis zum 16. Jahrhundert. Heute empfängt das restaurierte Haus Feriengäste als Gîte de France.[7]
- Haus deu Portau. Es ist im 16. Jahrhundert als Festes Haus als Teil des Verteidigungssystems der Gemeinde erbaut worden, bei dem heute die Zwillingsfenster und die Schießscharten zugemauert sind. Spuren eines Wehrerkers an der Fassade zeigen eine ehemals befestigte Tür an. Im 18. Jahrhundert diente das Haus deu Portau als Gefängnis und als Zeichen für die Präsenz der Justiz.[16]
- Castera von Géronce. Westlich und unweit des Ortszentrums von Géronce erhebt sich ein Hügel ca. 50 m über der Flussebene des Joos. Dies erschien der ideale Standort für eine befestigte Anlage am Ende des 10. Jahrhunderts. Es war außer zum Abhang mit einem Erdwall an drei Seiten gesichert und groß genug, die Bewohner bei Gefahr aufzunehmen.[17]

## Wirtschaft und Infrastruktur

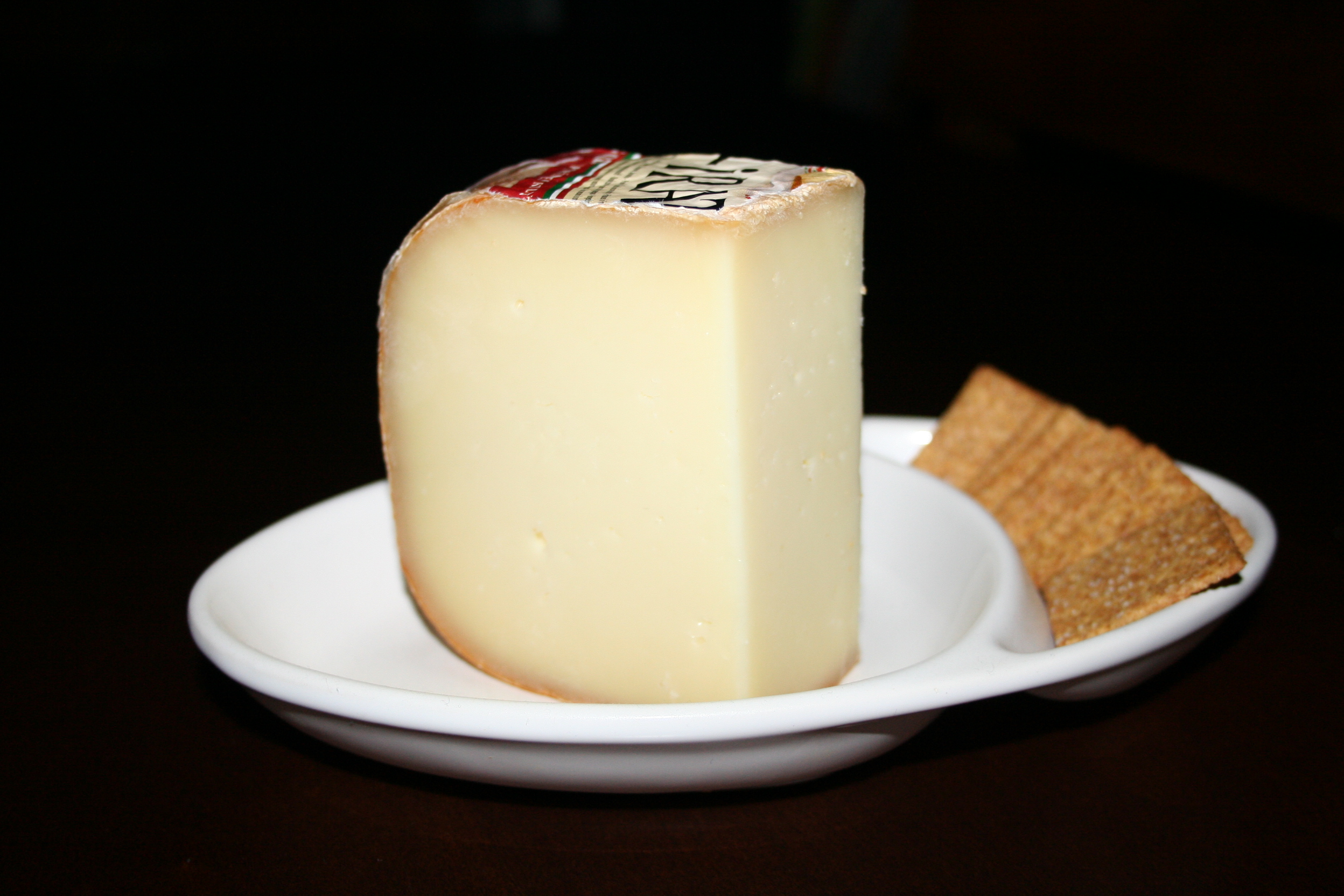
Ossau-Iraty

Landwirtschaft und Dienstleistungen sind wichtige Wirtschaftsfaktoren der Gemeinde. Géronce liegt in den Zonen AOC des Ossau-Iraty, eines traditionell hergestellten Schnittkäses aus Schafmilch, sowie der Schweinerasse und des Schinkens „Kintoa“.

### Sport und Freizeit
Der Fernwanderweg GR 78 von Carcassonne nach Saint-Jean-Pied-de-Port führt auf dem Gemeindegebiet am Ufer des Gave d’Oloron entlang.

### Bildung
Die Gemeinde verfügt über eine öffentliche Grundschule.

### Verkehr
Géronce wird durchquert von den Routes départementales 524, 836 und 936 (ehemalige Route nationale 636) und ist über eine Linie des Busnetzes Transports 64 mit anderen Gemeinden des Départements verbunden.

## Persönlichkeiten
- Pierre Lasserre (1811–1884), Philanthrop, finanzierte mit seinem Nachlass der Bau des Gebäudes mit Schule und Rathaus
- Jean Labarthe (1892–1950), Philosoph und Poet
- Anna Labarthe (1897–1976), Poetin
- Eugène Ruiz (1939–2008), Spieler der Rugby Union